# 342-га піхотна дивізія (Третій Рейх)
342-га піхотна дивізія (Третій Рейх) (нім. 342. Infanterie-Division) — піхотна дивізія Вермахту за часів Другої світової війни.

## Історія
342-га піхотна дивізія була сформована 19 листопада 1940 в Кобленці в XII-му військовому окрузі під час 14-ї хвилі мобілізації Вермахту.

## Райони бойових дій
- Німеччина (листопад 1940 — червень 1941);
- Франція (червень — жовтень 1941);
- Югославія (жовтень 1941 — лютий 1942);
- СРСР (центральний напрямок) (лютий 1942 — жовтень 1944);
- Польща, Східна Німеччина (жовтень 1944 — травень 1945).

## Командування

### Командири
- генерал-майор, з 1 липня 1941 генерал-лейтенант, доктор Вальтер Гінггофер (нім. Walter Hinghofer) (2 липня — 1 листопада 1941);
- генерал-майор Пауль Гоффманн (нім. Paul Hoffmann) (1 листопада 1941 — 10 травня 1942);
- генерал-майор барон Альбрехт Діжон фон Монтетон (нім. Albrecht Baron Digeon von Monteton) (10 травня — 9 липня 1942);
- генерал-майор Пауль Гоффманн (9 липня — 1 серпня 1942);
- генерал-майор, з 1 січня 1943 генерал-лейтенант Альбрехт Баєр (нім. Albrecht Baier) (1 серпня 1942 — 25 вересня 1943);
- оберст, з 1 січня 1944 генерал-майор, з 1 липня 1944 генерал-лейтенант Генріх Ніккель (нім. Heinrich Nickel) (25 вересня 1943 — 8 травня 1945).

## Нагороджені дивізії
Нагороджені дивізії
|  | Кавалери Нагрудного знаку ближнього бою в золоті                                                           | 3                                                   |
|  | Кавалери Золотого Німецького Хреста                                                                        | 45                                                  |
|  | Кавалери Срібного Німецького Хреста                                                                        | 3                                                   |
|  | Кавалери Лицарського хреста Залізного хреста з Дубовим листям                                              | 1 (№ 543 генерал-майор Генріх Ніккель — 08.08.1944) |
|  | Кавалери Лицарського хреста Залізного хреста                                                               | 20                                                  |
|  | Кавалери Почесної відзнаки сухопутних військ «Почесна застібка на орденську стрічку для Сухопутних військ» | 22                                                  |

- Нагороджені Сертифікатом Пошани Головнокомандувача Сухопутних військ (2)
- Нагороджені Сертифікатом Пошани Головнокомандувача Сухопутних військ за збитий літак противника (1)